# Standardtänze

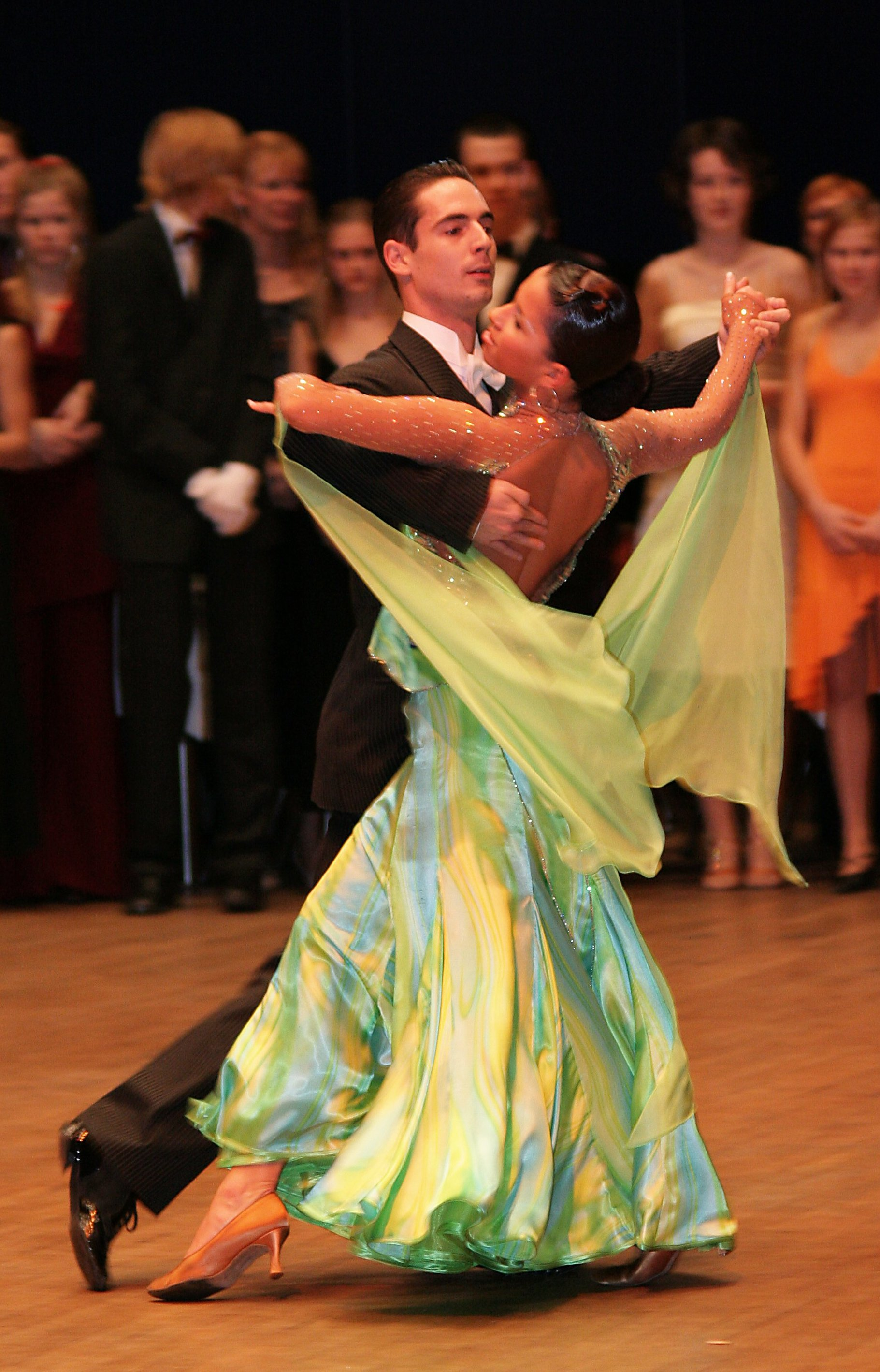
Ein Paar beim Standardtanz

Standardtänze wurden ursprünglich alle Gesellschaftstänze genannt. Mittlerweile ist es ein Sammelbegriff für den Langsamen Walzer, Tango, Wiener Walzer, Foxtrott, Slowfox und Quickstep. Zusammen mit den Lateinamerikanischen Tänzen bilden die Standardtänze einen Großteil der Tänze des Welttanzprogramms.

## Charakteristik und Technik
Standardtänze sind Bewegungstänze, bei denen die Tänzer sich raumgreifend – je nach Tanz mehr oder weniger schnell – fortbewegen. Dabei ist der Tango ein Schreittanz, die anderen Tänze werden als Schwungtänze bezeichnet. Weiteres Merkmal der Standardtänze ist der Körperkontakt, durch den die Tanzpartner ohne Unterbrechung verbunden bleiben.
Die Lateinamerikanischen Tänze hingegen, die zweite Gruppe der Turniertänze, die ebenfalls aus fünf Tänzen besteht, werden stationärer und weitgehend ohne Körperkontakt getanzt.
Der Körperkontakt in den Standardtänzen erfordert ein hohes Maß an Balance, Haltung und wechselseitiger Führung. Bewegung, Balance und Haltung sorgen für einen harmonischen Bewegungsfluss der Paare. Der Herr führt: Er tanzt häufiger vorwärts und überblickt die Tanzfläche, die Figurenfolge und andere Paare auf der Fläche. Führen bedeutet, den Körper mit seinen stabilen Kontaktflächen durch Verlagern des Körperschwerpunkts in der Vorwärtsbewegung entschlossen einzusetzen. Auf die Aktion des Herrn folgt unmittelbar die Reaktion der Dame und insgesamt eine harmonische abgestimmte Aktion des Paares. Wenn die Dame in der Vorwärtsaktion ist, hat sie die Übersicht über die Fläche und gibt nur Hinweise über den Freiraum vor ihnen; es führt jedoch weiterhin der Herr.

### Haltung und Führung

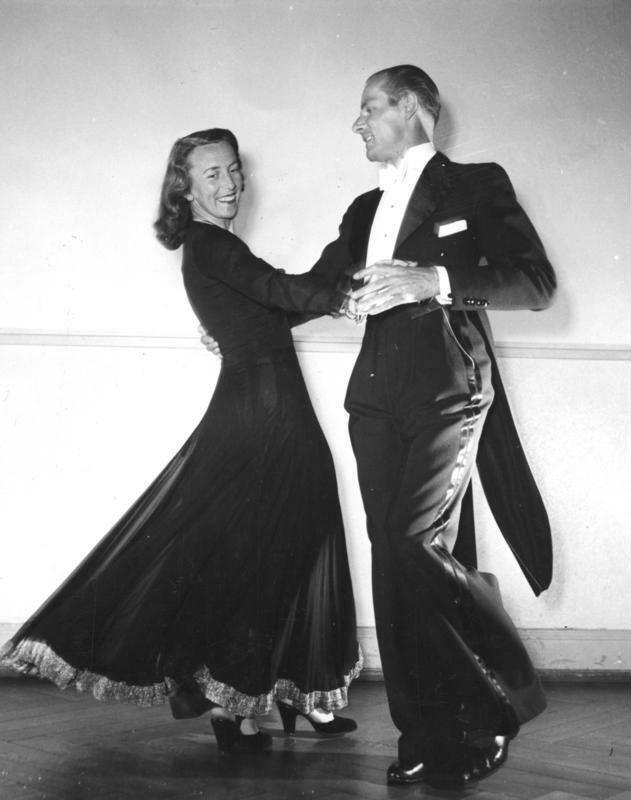
Deutschland 1949

Standardtänze werden in geschlossener Tanzhaltung getanzt. Bei den vier Schwungtänzen (Langsamer Walzer, Wiener Walzer, Quickstep und Slowfox) legt der Herr seine rechte Hand mit geschlossenen Fingern auf den unteren Teil des linken Schulterblattes der Dame. Die linke Hand der Dame wird auf dem rechten Oberarm des Herrn platziert. Die Dame greift mit Daumen und Mittelfinger (manchmal auch zusätzlich Zeigefinger) zwischen Deltamuskel und Trizeps. Die rechte Hand der Dame liegt in der linken Hand des Herrn zwischen Daumen und Zeigefinger und wird von den Fingern des Herrn umfasst. Sie wird im Idealfall in Augenhöhe der Dame (bzw. des kleineren Tanzpartners) gehalten und sollte auch bei erheblichen Größenunterschieden die Scheitelhöhe der Dame nicht überschreiten. Die Dame hält dabei ihre Arme selbst.
Da der Tango ein Schreit- und kein Schwungtanz ist, unterscheidet sich die Haltung von den anderen Standardtänzen. Der Herr führt die Dame in erster Linie mit seinem Körper, d. h. mit dem rechten Teil des Brustkorbs und dem Becken (im Tango meist bis hinunter zum Knie). Die beiden Arme dienen dazu, der Dame einen Rahmen zu geben, in dem sie sich bewegen kann. Die rechte Hand des Herrn liegt im Tango etwas tiefer als in den Schwungtänzen und die Fingerspitzen reichen bis zum Rückgrat der Dame. Die linke Hand der Dame greift ebenfalls weiter um den Herren und liegt waagerecht mit gestreckten Fingern an der Rückseite des rechten Arms des Herrn.
Charakteristisch für einige Standardtänze ist auch, dass sich die Tänzer bei Figuren nie um ihre eigene, sondern immer um eine gemeinsame Achse drehen.
Die Führung des Tanzpartners baut auf dem Wissen auf, welche Schrittfolgen möglich sind und an welchen Stellen der Tanzpartner leicht durch einen Impuls in eine neue Richtung bewegt werden kann. Beide Tanzpartner müssen daher die Schrittfolgen wie auch die Abfolge der Gleichgewichtslagen (stabil, labil) der Tänze kennen.

### American Smooth
International Style bezeichnet die Art der Standardtänze, wie sie in Europa, ausgehend von Großbritannien, getanzt werden. Im Gegensatz dazu ist der American Style jene Art zu tanzen, die in den USA kultiviert wird. Ein auffälliger Unterschied besteht z. B. darin, dass beim American Style bei den „Standardtänzen“ (American Smooth genannt) die Dame in Solodrehungen geführt wird und so die geschlossene Haltung aufgelöst wird. Getanzt werden nur die folgenden vier Tänze: Langsamer Walzer, Tango, Foxtrott und Wiener Walzer.

## Turniertanz

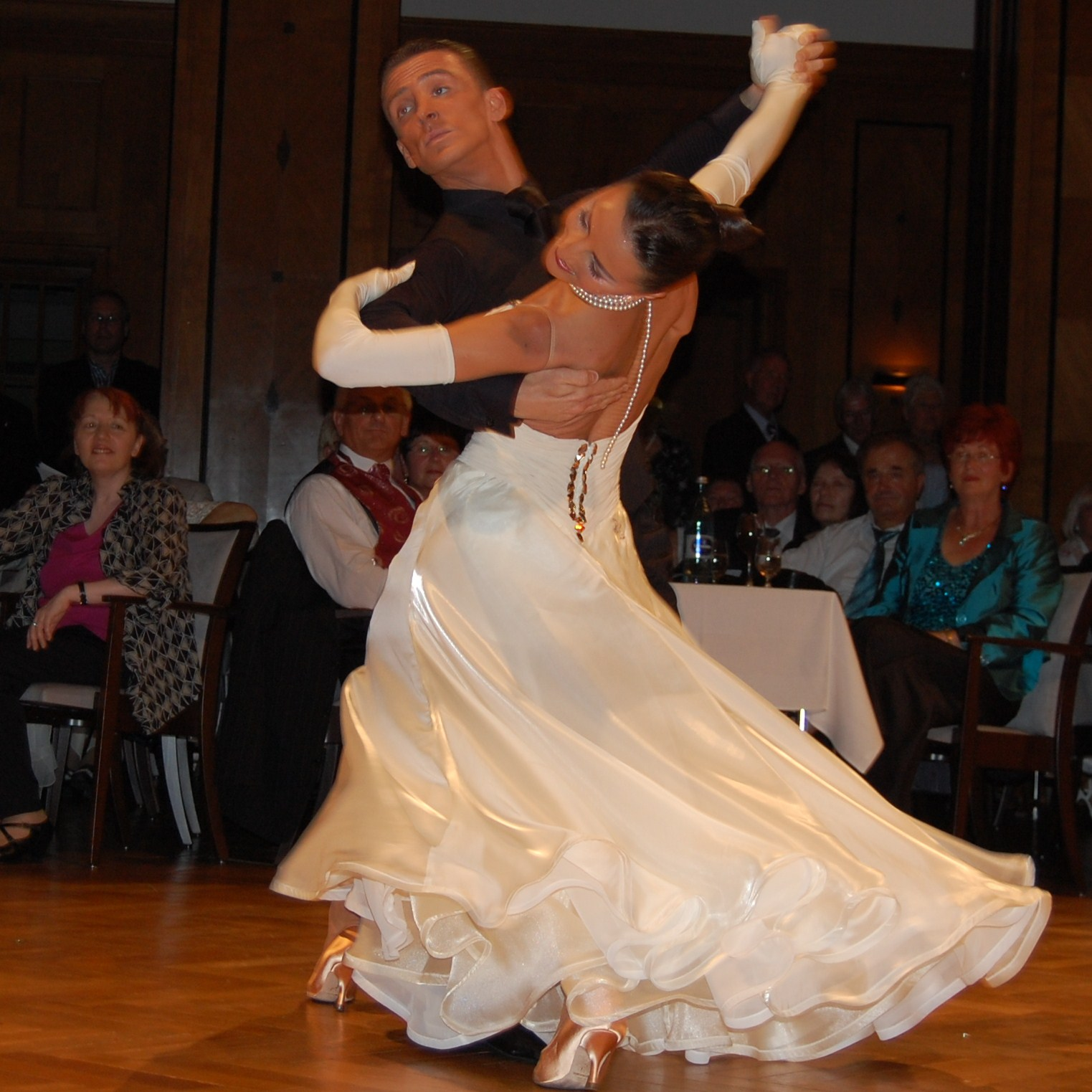
Benedetto Ferruggia und Claudia Köhler

Bei Turnieren des deutschen Tanzsportverbands treten die Paare in verschiedenen Altersgruppen und Leistungsklassen gegeneinander an. Jedes Paar beginnt in der D-Klasse, in der nur Langsamer Walzer, Tango und Quickstep getanzt werden. Nach einem festen Schlüssel erwirbt das Paar Aufstiegspunkte und Platzierungen und steigt so in seiner Altersgruppe über die C-, B- und A-Klasse in die Sonderklasse (S-Klasse), die höchste Amateurtanzsportklasse, auf. Es gibt folgende Altersgruppen:
- Kinder I (beide Partner 9 Jahre und jünger im Wettkampfjahr)
- Kinder II (ein Partner 10 und 11 Jahre im Wettkampfjahr, der andere kann jünger sein)
- Junioren I (ein Partner 12 und 13 Jahre im Wettkampfjahr, der andere kann jünger sein)
- Junioren II (ein Partner 14 und 15 Jahre im Wettkampfjahr, der andere kann jünger sein)
- Jugend (ein Partner 16, 17 und 18 Jahre im Wettkampfjahr, der andere kann jünger sein)
- U21 (ein Partner 16–20 Jahre im Wettkampfjahr, der andere kann jünger sein)
- Hauptgruppe (ein Partner mindestens 19 Jahre im Wettkampfjahr, der andere kann jünger sein)
- Hauptgruppe II (ein Partner mindestens 28 Jahre im Wettkampfjahr, der andere kann jünger sein)
- Masters I (ehem. Senioren I) (der jüngere Partner mindestens 30 Jahre im Wettkampfjahr, der ältere Partner mindestens 35 Jahre im Wettkampfjahr)
- Masters II (ehem. Senioren II) (der jüngere Partner mindestens 40 Jahre im Wettkampfjahr, der ältere Partner mindestens 45 Jahre im Wettkampfjahr)
- Masters III (ehem. Senioren III) (der jüngere Partner mindestens 50 Jahre im Wettkampfjahr, der ältere Partner mindestens 55 Jahre im Wettkampfjahr)
- Masters IV (ehem. Senioren IV) (der jüngere Partner mindestens 60 Jahre im Wettkampfjahr, der ältere Partner mindestens 65 Jahre im Wettkampfjahr)
- Masters V (der jüngere Partner mindestens 70 Jahre im Wettkampfjahr, der ältere Partner mindestens 75 Jahre im Wettkampfjahr); nur S-Klasse, nur Standardtänze
- Masters „Goldene 55“ (ein Partner mindestens 55 Jahre im Wettkampfjahr, der andere Partner mindestens 45 Jahre im Wettkampfjahr)
- Masters „Leistungsstarke 66“ (ein Partner mindestens 66 Jahre im Wettkampfjahr, der andere Partner mindestens 56 Jahre im Wettkampfjahr)

Die sportliche Organisation unterliegt dem Deutschen Tanzsportverband (DTV) und in Österreich dem Österreichischen Tanzsportverband (ÖTSV). Die Regeln für Turniere des DTV sind in der Turnier- und Sportordnung (TSO) festgehalten.

### Turniere
Es werden regelmäßig Standard-Weltmeisterschaften und -Europameisterschaften ausgetragen. Eines der weltgrößten Turniere der Amateure und Profis in Deutschland sind die German Open Championships in Stuttgart, große Amateurturniere sind „Hessen tanzt“ in Frankfurt am Main, die „danceComp“ in Wuppertal und das „Blaue Band“ in Berlin.

## Bekannte Standardtänzer
- Sascha und Natascha Karabey
- Simone Segatori und Annette Sudol
- Benedetto Ferruggia und Claudia Köhler
- Oliver und Martina Wessel-Therhorn
- Isabel Edvardsson und Marcus Weiß
- Heiko Kleibrink und Giselle Keppel
- William Pino und Alessandra Bucciarelli
- Michael Hull

## Siehe auch

„A Couple Waltzing“ von Eadweard Muybridge